# Referendo constitucional no Quirguistão em 2010
O referendo constitucional quirguiz de 2010 foi realizado em 27 de junho, a fim de reduzir os poderes presidenciais e fortalecer a democracia na sequência dos tumultos ocorridos em 2010. As eleições parlamentares seguiram em 10 de outubro do mesmo ano.

## Resultados
Dos 69% de participação, e contando os votos válidos, 90,5% do eleitorado (1.777.339 pessoas) apoiou as emendas constitucionais, enquanto que 8% (158.373) disse não às mudanças. O resultado, no entanto, não inclui muitas das 400.000 pessoas da etnia uzbeque, que haviam deixado o Quirguistão durante os últimos confrontos étnicos, de modo que, no período das eleições, essas pessoas estavam residindo no Uzbequistão.

## Reações
- Estados Unidos: O Departamento de Estado dos EUA elogiou o referendo, e disse ao governo provisório e ao povo do Quirguistão "para avançar o processo de reconciliação e responsabilidade para assegurar a harmonia "interétnica" no futuro e avançar no caminho rumo à estabilidade, segurança, democracia e prosperidade para todos os cidadãos da república".[5]
- Rússia: O presidente Dmitry Medvedev disse que o resultado poderia levar a um "colapso estatal" de modo que, "eventualmente, isso não vai permitir que os partidos políticos que têm direção extremistas, possam também receber o poder?" .[carece de fontes?]